# 불타는 시간의 연대기
《불타는 시간의 연대기》(La Hora De Los Hornos: Notas Y Testimonios Sobre El Neocolonialismo, La Violencia Y La Liberacion, The Hour Of The Furnaces)는 아르헨티나에서 제작된 페르난도 E. 솔라나스 감독의 1968년 다큐멘터리 영화이다.

## 같이 보기
- 제3영화